# Peterselievlier
De peterselievlier (Sambucus nigra var. laciniata) is een struik. Het is een variëteit van de gewone vlier die zich in de natuur heeft gevestigd.

## Kenmerken
Peterselievlier groeit snel. Na tien jaar kan de struik een hoogte bereiken van drie meter. De bladeren zijn dubbel geveerd, ze zijn diep ingesneden waardoor ze gelijkenis vertonen met peterselie. De struik bloeit in mei-juni in een tuil, de bloemkleur is wit. De zwarte steenvruchtjes hangen in trossen.
De struik is zeer winterhard en kan het beste in het voorjaar worden gesnoeid.

## Kruidengeneeskunde
Een aftreksel van de gedroogde bloemen wordt als een het zweten opwekkend middel gebruikt. Schors werkt laxerend. De bessen zijn koortswerend en als siroop inzetbaar bij griep. 

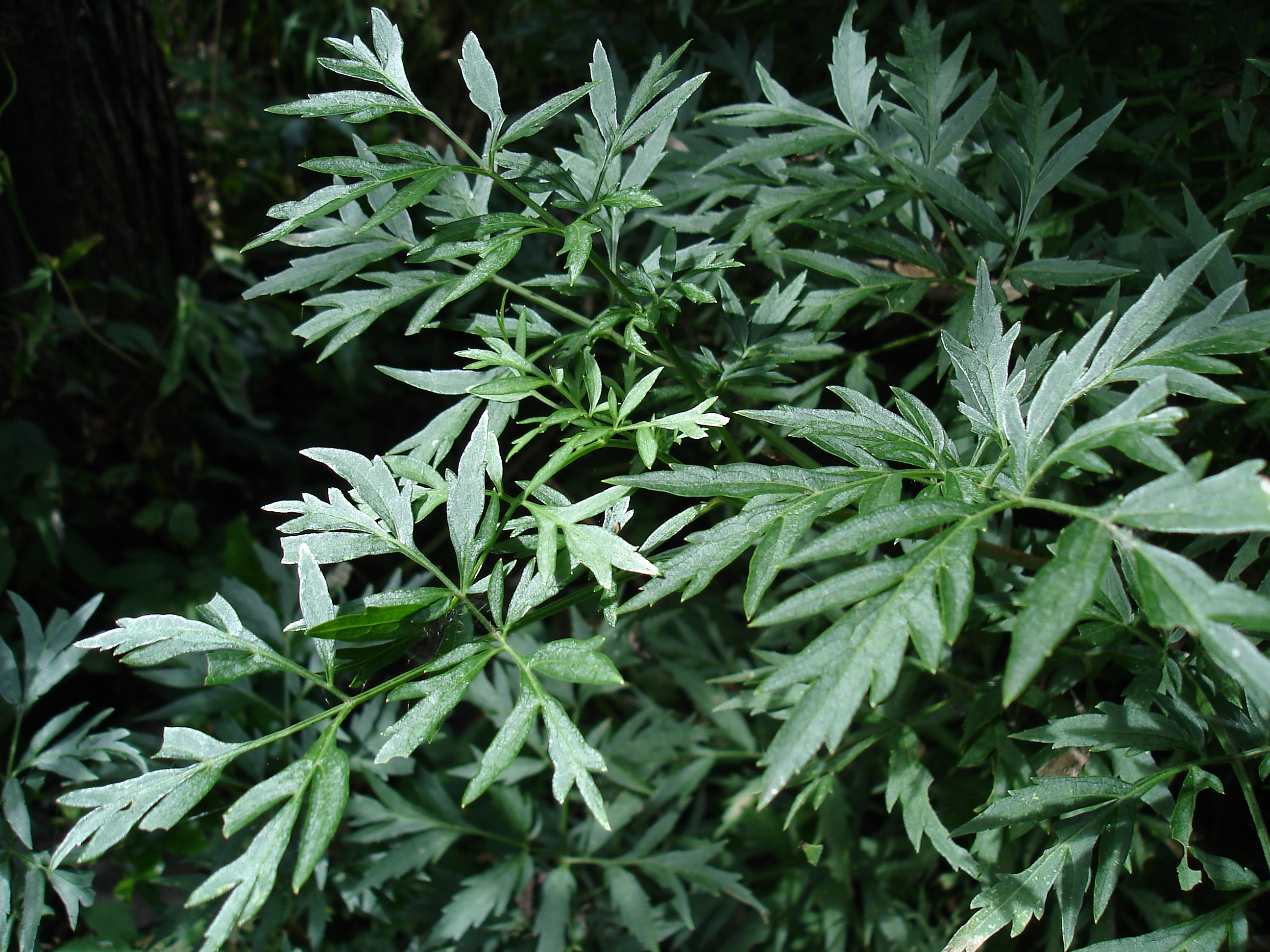
Blad